# Comuna Orlîkivka, Semenivka
Orlîkivka (în ucraineană Орликівка) este o comună în raionul Semenivka, regiunea Cernihiv, Ucraina, formată din satele Baranivka, Bleșnea, Mhî, Orlîkivka (reședința) și Perșotravneve.

## Demografie
Componența lingvistică a comunei Orlîkivka
     Ucraineană (95,11%)
     Rusă (4,44%)
     Alte limbi (0,22%)
Conform recensământului din 2001, majoritatea populației comunei Orlîkivka era vorbitoare de ucraineană (95,11%), existând în minoritate și vorbitori de rusă (4,44%).